# Islam en Serbie
 (mars 2009).
 (mars 2011).
Si vous disposez d'ouvrages ou d'articles de référence ou si vous connaissez des sites web de qualité traitant du thème abordé ici, merci de compléter l'article en donnant les références utiles à sa vérifiabilité et en les liant à la section « Notes et références ».

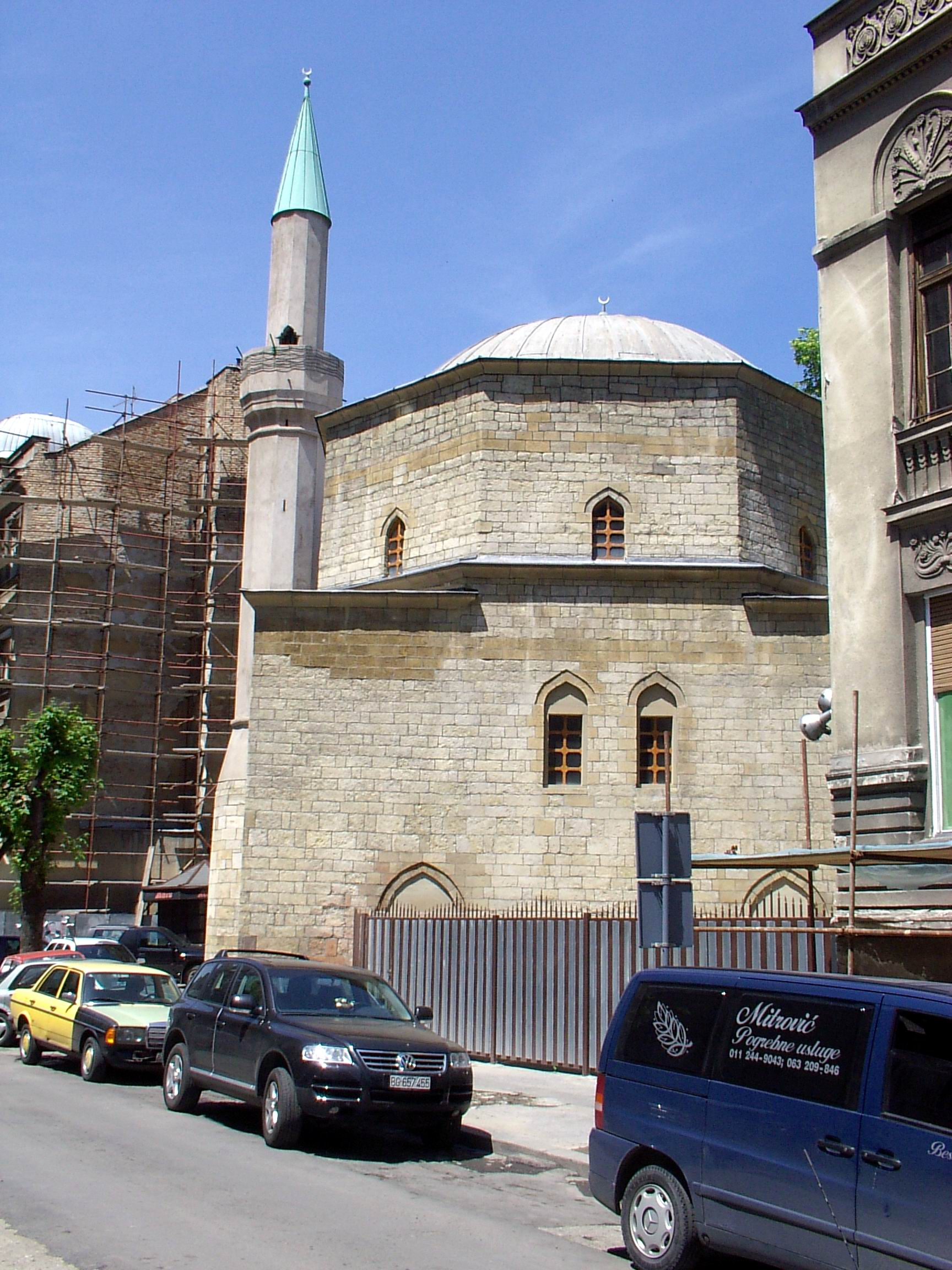
La mosquée Bajrakli à Belgrade

L'islam sunnite hanafisme est une religion historiquement implantée en Serbie à la suite de l'occupation ottomane. Elle se situe derrière le christianisme orthodoxe puis le catholicisme par le nombre de fidèles environ 4,5 % de la population.

## Histoire
Le premier contact des Slaves méridionaux, dont font partie les Serbes, avec la religion musulmane date du IXe siècle par les Arabes. La foi islamique aurait été présente sur le territoire de la Serbie et des Balkans bien avant la conquête ottomane, essentiellement en raison de la présence de marchands arabo-musulmans qui commerçaient avec les Serbes. Saint Sava (1169-1236) écrit dans sa loi et les Écrits sur la religion musulmane (tirée du Nomocanon byzantin) décrit l'Islam non comme une religion, mais plutôt comme une nouvelle hérésie chrétienne. 
L'islam se propage rapidement dans la « vieille Serbie » (Rascie), aujourd’hui Sandžak, où plusieurs Serbes adoptent l'islam pour éviter que de leur premier fils né ne soit victime de la pratique de tribut du sang — le Devchirmé, introduit avec la conquête ottomane, entre les XIVe et XVe siècles. Avec la conquête de l'État serbe médiéval par l'Empire ottoman, la religion musulmane devient, avec le temps, la religion dominante dans certaines régions où les enfants volés par les Ottomans étaient concentrés.

## Composition
- Albanais de Serbie majoritairement chrétiens orthodoxes convertis à l'islam entre le XVIIIe et le XIXe siècle
- Gorans : chrétiens orthodoxes slaves du sud du Kosovo convertis à l'islam aux XVIIIe et XIXe siècles
- Immigrés de l'Albanie : chrétiens catholiques et orthodoxes convertis à l'islam entre le XVIIIe et le XIXe siècle
- Bosniaques (musulmans par nationalité) : vivent dans le Sandžak.

## L'émigration des musulmans de Serbie
Avant la première insurrection serbe en Serbie, la communauté musulmane comporte quelques centaines de milliers de fidèles. Après le retrait ottoman du territoire redevenu serbe, on compte plusieurs destructions des édifices religieux musulmans et l'émigration à grande échelle de la population musulmane (d‘origine serbe majoritairement), souvent persécutée. La ville de Belgrade a parmi ses édifices religieux environ 270 mosquées : elles sont presque toutes détruites, sauf une, la mosquée Bajrakli, ainsi que des objets importants. D’autres mosquées sont détruites dans d'autres villes de la principauté de la Serbie : à Uzice 34 mosquées, 24 à Smederevo…
22 novembre 1862, à la conférence internationale de Kanlidži, à Bosphore, est ordonné le nettoyage des Serbes musulmans. De nombreux musulmans de Bosnie sont là en tant que réfugiés ou déplacés de Novi pazar en Sandžak (« vieille Serbie »), pas encore en Serbie. Dans la Bosnie Kostajnica, fin 1862, et début 1863, les musulmans migrent de Valjevo, Sabac, et principalement Uzice (Bosanska Kostajnica). Beaucoup de musulmans fuient également la Serbie, en 1862 et 1863, pour Zvornik, alors dans le pacha de Bosnie Dom. Et un grand nombre aussi qui n'avaient pas oublié que leur conversion était opportuniste, pour éviter la ségrégation des chrétiens, est redevenu catholique ou orthodoxe.
Il est important de préciser que dans la première partie du XXe siècle, de nombreux musulmans de Serbie, ont quitté le pays pour rejoindre la Turquie, considérée en quelque sorte comme la « Mère patrie » surtout dans les régions côtières de la mer Égée et Constantinople, où ils sont installés à la place des populations grecques expulsées qui étaient majoritaires. Ainsi, on estime aujourd'hui que plusieurs millions de Turcs actuels sont originaires du Sandžak. La Turquie selon l'association Inat regroupe à peu près 8 millions de musulmans originaires de Serbie, plusieurs d'entre eux ont gardé leurs liens avec la Serbie, bien qu'ils ne parlent plus le serbo-croate depuis plusieurs générations.

## Actuellement
En Serbie (sans le Kosovo), les musulmans seraient 240 000 musulmans, soit 3,2 % de la population. Ce sont principalement des Bosniaques ou Musulmans (les deux termes désignant la même communauté) et Albanais ethniques, et aussi d'autres petits groupes ethniques tels que les Ashkalis, Égyptiens, Gorans (dénomination régionale pour les Serbes du sud du Kosovo), les Roms, les Turcs et les Arabes qui se trouvent principalement à Belgrade.
La Serbie compte plus de 190 mosquées, dont environ 120 dans le Sandžak, 60 dans le sud de la Serbie, l'une à Belgrade (Bajrakli mosquée), Nis[réf. nécessaire], Subotica et Mali Zvornik. La mosquée de Subotica, appelée "Muhadžir džamija" a été inaugurée en 2008, et est actuellement la seule mosquée de Voïvodine. Il existe deux médersas, l'une à Novi Pazar avec une faculté musulmane, et l'autre à Belgrade.
Il est à noter que les mosquées de Belgrade et de Nis ont été fortement endommagées en 2004, lors de tensions entre Serbes (majoritairement orthodoxes) et Albanais (majoritairement musulmans) au Kosovo.
Par ailleurs, une médersa pour femmes uniquement a ouvert à la rentrée 2009 à Prijepolje.

## Organisation de la communauté musulmane de Serbie
Elle est organisée en deux communautés :
- la Communauté islamique de Serbie (Islamska zajednica Srbije), avec son siège à Belgrade, administrée par le reis-ul-ulema Adem Zilkić. Elle déclare avoir été fondée sur la décision du Conseil d'État de la principauté de Serbie adoptée le 18 mai 1868 qui reconnait l'islam comme une religion légale en Serbie.

- la communauté islamique en Serbie (Islamska zajednica u Srbiji), avec siège à Novi Pazar, administrée par le mufti Muamer Zukorlić, qui regroupe différentes communautés : 
  - Communauté islamique du Sandjak (Islamska zajednica Sandžaka), avec siège à Novi Pazar, administrée par le mufti Muamer Zukorlić,
  - Communauté islamique de Voïvodine (Islamska zajednica Vojvodine), avec siège à Novi Sad, administrée par le mufti Fadil Murati,
  - Communauté islamique de la vallée de Presevo (Islamska zajednica Preševske doline), avec siège à Preševo,
  - Communauté islamique de Serbie centrale (Islamska zajednica Centralne Srbije), avec siège à Belgrade.

Une partie de cette dernière communauté islamique (en Serbie) est formée par des nationalistes bosniaques qui souhaitent maintenir leur union religieuse avec la communauté islamique de Bosnie-Herzégovine, alors que la Communauté islamique de Serbie est plus tournée vers Belgrade.